# 김원홍
김원홍(金元弘, 1945년 7월 17일 ~ )은 조선민주주의인민공화국의 정치인이다. 인민군 대장으로 보위사령관이다. 조선로동당 중앙위원회 정치국 위원 겸 당 중앙군사위 위원이다. 최고인민회의 제12기 대의원 겸 대의원자격심사위원회 위원이다.

## 경력
1945년에 태어났다. 김일성정치군사대학을 졸업했다. 2003년 7월에 인민군 상장, 2009년 4월에 인민군 대장으로 승진했다. 현재 보위사령관으로 있다. 2010년 9월에 열린 조선로동당 제3차당대표자회에서 조선로동당 중앙위원회 위원에 선임되었다.
2012년 4월 11일 조선로동당 제4차당대표자회에서 당정치국 위원 겸 조선민주주의인민공화국 국방위원회 위원에 선출되었다.
2016년 6월 29일 조선민주주의인민공화국 국무위원회 위원에 선출되었다.

## 최고인민회의 대의원
1998년 9월 최고인민회의 제10기 대의원과 2003년 9월 제11기 대의원을 연이어 지냈다. 2009년 4월이후 제12기 대의원 겸 대의원자격심사위원회 위원을 맡고 있다.

## 기타
1997년 최광, 2010년 조명록 사망 당시에 국가 장의위원회 위원을 맡았다.